# Scheßlitz
Scheßlitz is een gemeente (stad) in de Duitse deelstaat Beieren, en maakt deel uit van de Landkreis Bamberg.
Scheßlitz telt 7.232 inwoners.

## Stadsdelen
| - Burgellern - Burglesau - Demmelsdorf - Dörnwasserlos - Doschendorf - Ehrl - Giechburg - Gügel - Köttensdorf - Kübelstein | - Ludwag - Neudorf - Pausdorf - Peulendorf - Pünzendorf - Roschlaub - Roßdach - Scheßlitz - Schlappenreuth - Schrautershof | - Schweisdorf - Starkenschwind - Straßgiech - Stübig - Weichenwasserlos - Weingarten - Wiesengiech - Windischletten - Würgau - Zeckendorf |

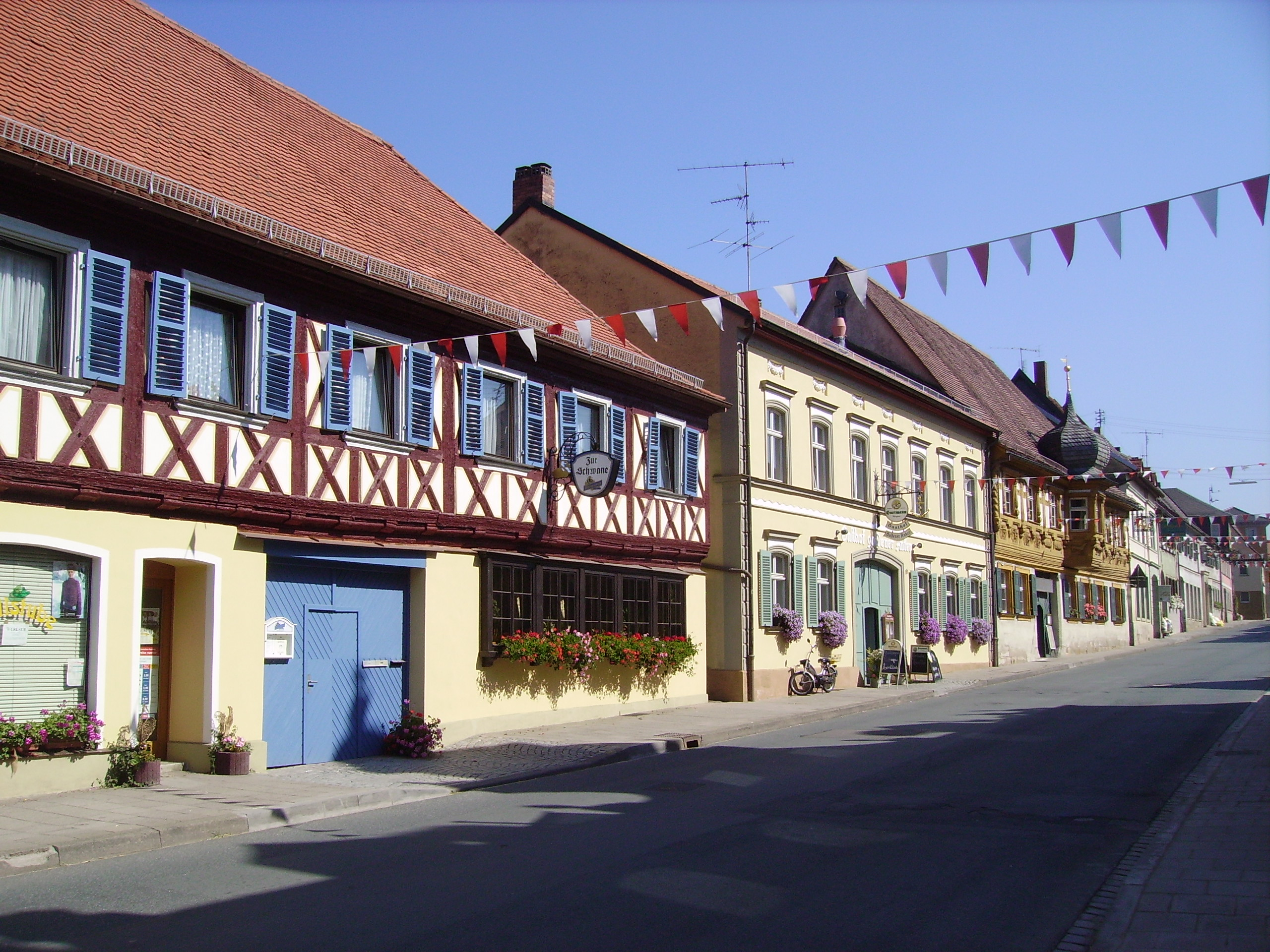
Scheßlitz
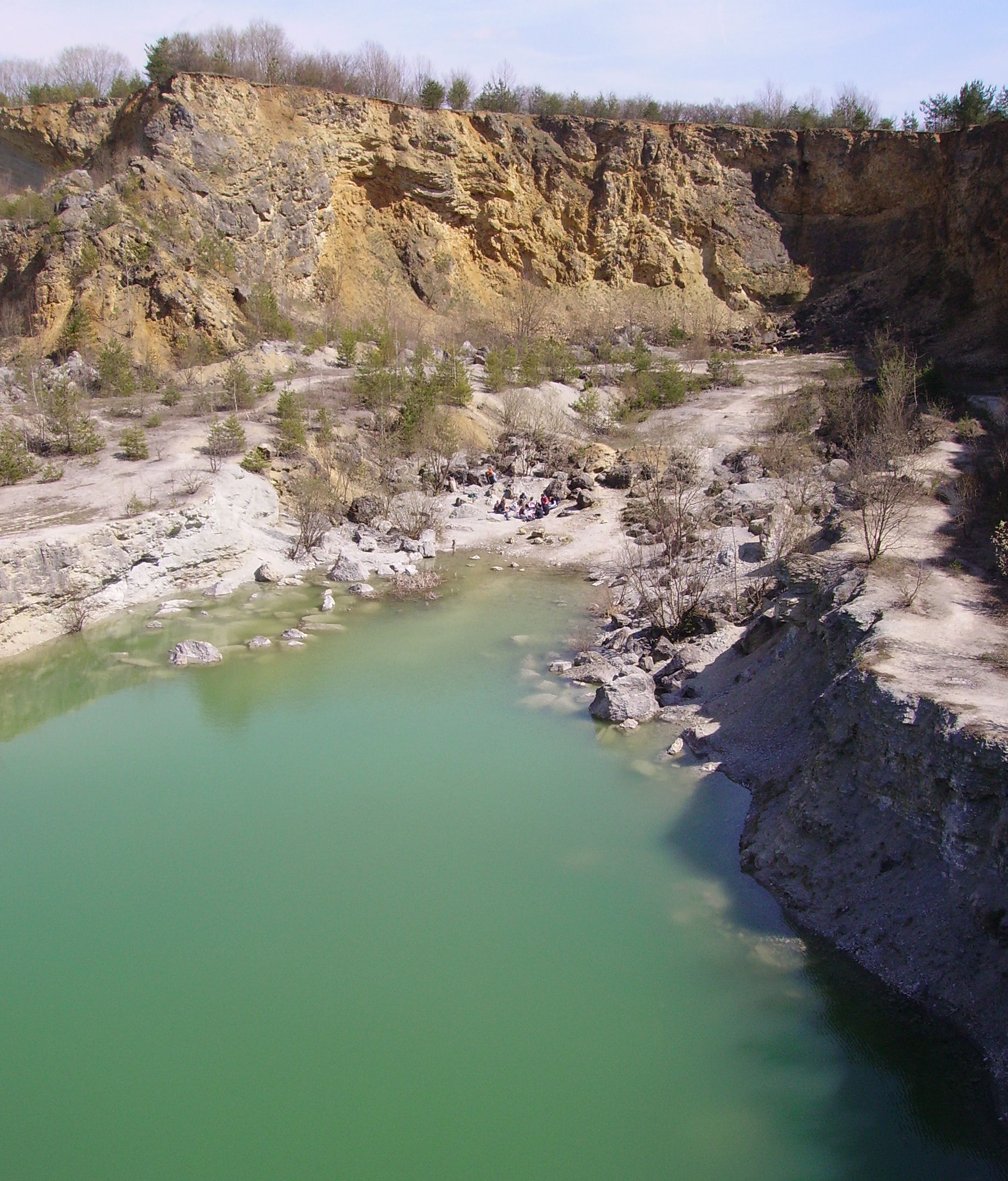
Ludwag
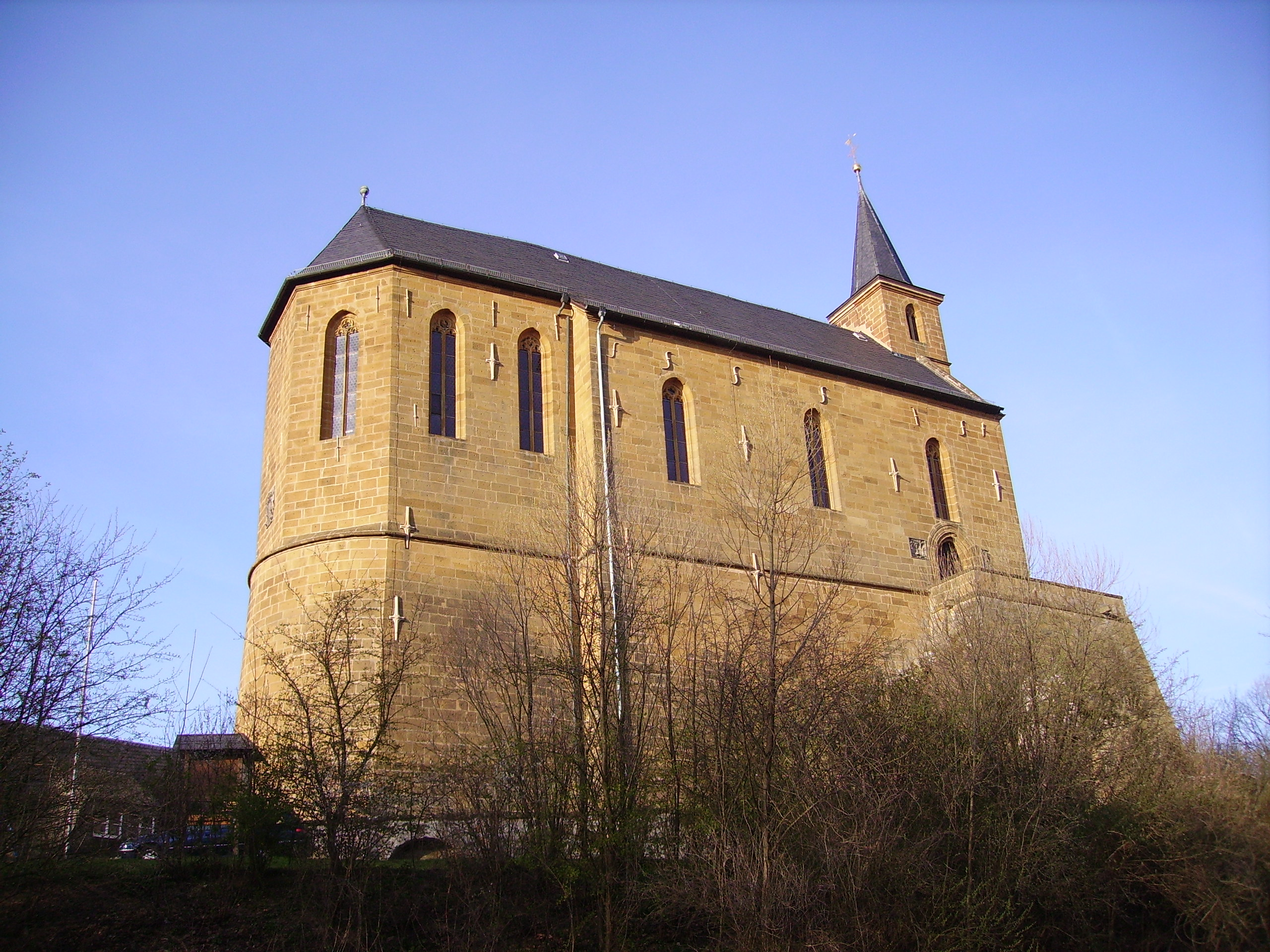
Gügel
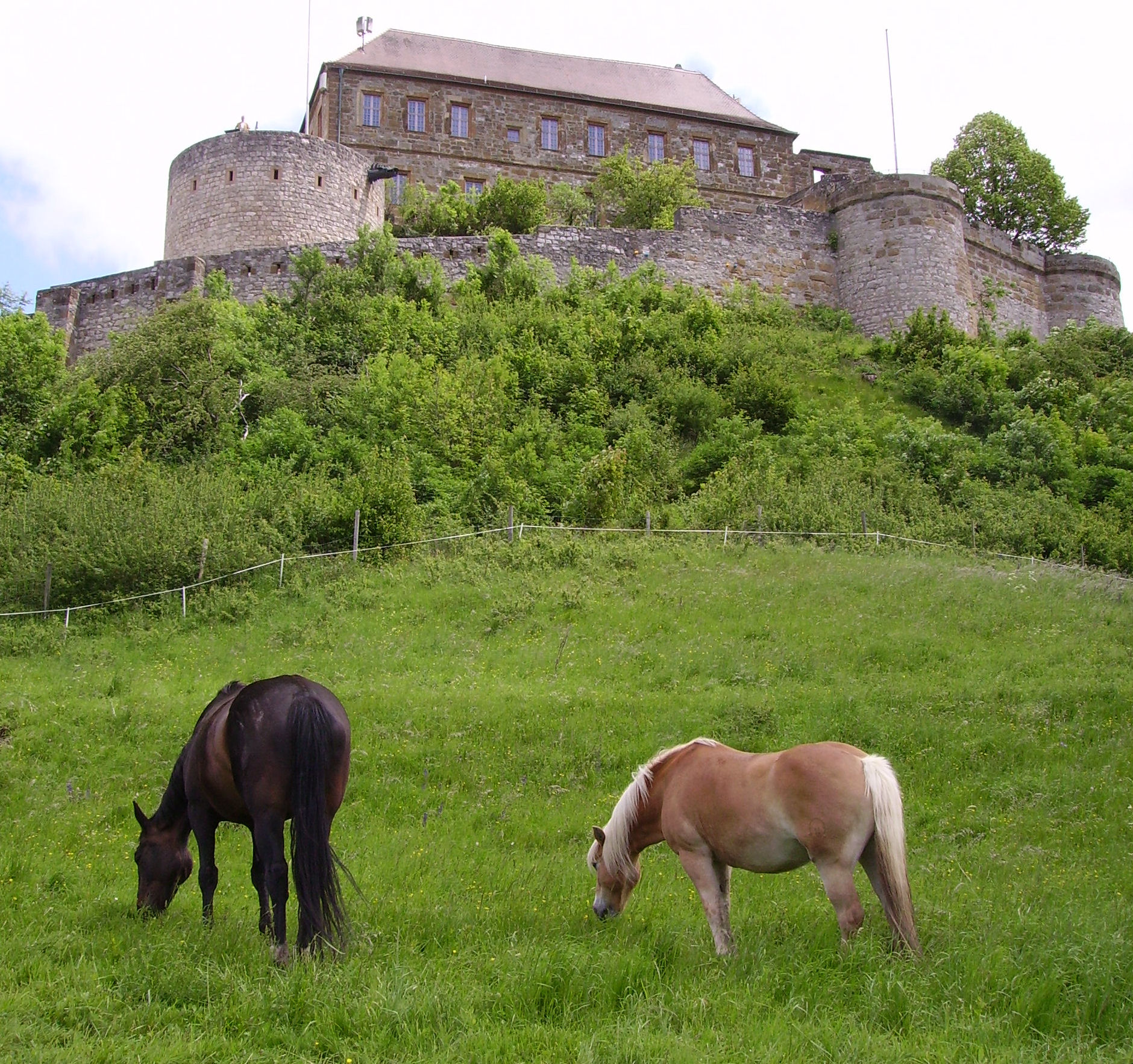
Giechburg

Altendorf ·
Baunach ·
Bischberg ·
Breitengüßbach ·
Burgebrach ·
Burgwindheim ·
Buttenheim ·
Ebrach ·
Frensdorf ·
Gerach ·
Gundelsheim ·
Hallstadt ·
Heiligenstadt i.OFr. ·
Hirschaid ·
Kemmern ·
Königsfeld ·
Lauter ·
Lisberg ·
Litzendorf ·
Memmelsdorf ·
Oberhaid ·
Pettstadt ·
Pommersfelden ·
Priesendorf ·
Rattelsdorf ·
Reckendorf ·
Scheßlitz ·
Schlüsselfeld ·
Schönbrunn i.Steigerwald ·
Stadelhofen ·
Stegaurach ·
Strullendorf ·
Viereth-Trunstadt ·
Walsdorf ·
Wattendorf ·
Zapfendorf